# شراكسة صغرى
شراكسة صغرى (الاسم العلمي:Charaxes minor) هي نوع من الحشرات تتبع جنس الشراكسة من فصيلة الحورائيات.